# Dolany, Náchod
Dolany là một làng thuộc huyện Náchod, vùng Královéhradecký, Cộng hòa Séc.